# Komei Abe
Répertoire
Quatuor à cordes
Kōmei Abe (安部幸明, Abe Kōmei) (Hiroshima, 1er septembre 1911 – 28 décembre 2006 est un compositeur néo-classique japonais qui s'est spécialisé dans le quatuor à cordes. En tant qu'interprète, il est violoncelliste et clarinettiste.

## Biographie
Komei Abe est né à Hiroshima, dans une famille de militaires. Il s'intéresse au violon lors d'un séjour à Tokyo. En 1929 il entre à l'Université des arts de Tokyo, où il étudie de violoncelle avec Heinrich Werkmeister (1883-1936) installé au japon depuis 1907 ; ainsi que la composition avec le chef d'orchestre Klaus Pringsheim (un élève de Gustav Mahler) invité à Tokyo en 1931 en qualité de professor. En 1937 il étudie avec Joseph Rosenstock. En 1942, il connaît son premier succès avec la création de Concerto pour violoncelle, écrit et terminé cinq années plus tôt. Cependant, en 1944, il est enrôlé dans la marine.
Après guerre, il est impliqué dans la radiodiffusion et cofonde, Chijinkai (Earth-Human Association), qui donne six concerts entre 1949 et 1955. Entre 1948 et 1954, il est le directeur de l'orchestre impérial. Bien que cet orchestre soit destiné à la musique occidentale, beaucoup de ses membres jouent de la musique de cour traditionnelle : Abe apprend donc en détail le style gagaku.

## Œuvres (sélection)
Ses compositions comprennent deux symphonies, quinze quatuors à cordes et des concertos pour piano et violoncelle.

### Orchestre
- 1935 Kleine Suite, for orchestra
- 1937 Concerto, pour violoncelle et orchestre
- 1953-1957 Symphonie no 1
  1. Allegro con brio
  2. Adagietto
  3. Vivace assai
- 1960 Divertimento, pour saxophone alto et orchestre
  1. Andante sostenuto
  2. Adagietto
  3. Allegro
- 1960 Symphonie no 2
- 1964 Sinfonietta, pour orchestre
  1. Allegro con brio
  2. Moderato
  3. Scherzo: Andante - Presto
  4. Finale: Allegro assai
- 1985 Piccola sinfonia pour cordes

### Musique de scène
- Jungle Drum, ballet. Chorégraphie de Michio Ito (1893-1961)

### Musique de chambre
- 1935 Quatuor à cordes no 1
- 1937 Quatuor à cordes no 2
- 1940 Quatuor à cordes no 3
- 1942 Quatuor à cordes no 4
- 1942 Sonate no 1, pour flûte et piano
- 1946 Quintette avec clarinette
- 1948 Quatuor à cordes no 5
- 1948 Quatuor à cordes no 6
- 1950 Quatuor à cordes no 7
- 1951 Divertimento, pour saxophone alto et piano
- 1952 Quatuor à cordes no 8
- 1956 Quatuor à cordes no 9
- 1978 Quatuor à cordes no 10
- 1982 Quatuor à cordes no 11
- 1988 Quatuor à cordes no 12
- 1989 Quatuor à cordes no 13
- 1991 Quatuor à cordes no 14
- 1993 Quatuor à cordes no 15

### Musique pour enfants
- 1972 3 Sonatines pour enfants
- 1986 Pièces faciles pour enfants : "Pays des rêves"

## Source de la traduction
- (en) Cet article est partiellement ou en totalité issu de l’article de Wikipédia en anglais intitulé « Komei Abe » (voir la liste des auteurs).